# Boss CE-2 Chorus
Boss CE-2 Chorus är en effektpedal för gitarr, tillverkad av Roland Corporation under varumärket Boss mellan 1979 och 1991. Pedalen tillverkades i Japan, och under en period även i Taiwan.

## Historia
CE-2 Chorus var Boss första kompakta choruseffekt i pedalform. Föregångaren Boss CE-1 Chorus Ensemble släpptes 1976 och innehöll exakt samma krets som i förstärkaren Roland Jazz Chorus JC-120. CE-2 Chorus bygger vidare på kretsarna från CE-1 Chorus Ensemble, men är inte identisk. Roland meddelade i november 1982 att de slutat marknadsföra pedalen, men produktionen pågick ända till 1991.
CE-2 Chorus tillverkades i Japan fram till 1988 då produktionen flyttade till Taiwan.
Pedalen finns sedan 2018 i en nyversion tillverkad av Boss avdelning Waza Craft i Japan.